# Международная ассоциация феминистской экономики
Международная ассоциация феминистской экономики (англ. International Association for Feminist Economics, IAFFE) — некоммерческая организация учёных женщин — экономистов; основана в 1990 году. Целью организации является развитие феминистского подхода в экономических исследованиях, защита женщин-экономистов от дискриминации.
Ассоциация проводит ежегодные конференции (в 2006 году конференция прошла с 7 по 9 июля в Сиднее). Ассоциация объединяет около 600 участниц из 43 стран.
Офис ассоциации расположен в Ричмонде (штат Виргиния).
Президент ассоциации: тамильская экономистка Радхика Балакришнан.
Ассоциация издаёт журнал «Feminist Economics» (редактор — Элисса Бронстин).